# Pedicularis staintonii
Pedicularis staintonii är en snyltrotsväxtart som beskrevs av Robert Reid Mill. Pedicularis staintonii ingår i släktet spiror, och familjen snyltrotsväxter. Inga underarter finns listade i Catalogue of Life.